# (2291) Kevo
(2291) Kevo ist ein Asteroid des Hauptgürtels, der am 19. März 1941 von der finnischen Astronomin Liisi Oterma in Turku entdeckt wurde.
Der Name des Asteroiden ist von einer biologischen und meteorologischen Forschungsstation der Universität Turku am Fluss Kevo in Lappland abgeleitet.